# Foncine-le-Haut
Foncine-le-Haut is een gemeente in het Franse departement Jura (regio Bourgogne-Franche-Comté). De plaats maakt deel uit van het arrondissement Lons-le-Saunier. Foncine-le-Haut telde op 1 januari 2022 1.107 inwoners. 

## Geografie
De oppervlakte van Foncine-le-Haut bedroeg op 1 januari 2022 28,95 vierkante kilometer; de bevolkingsdichtheid was toen 38,2 inwoners per km².

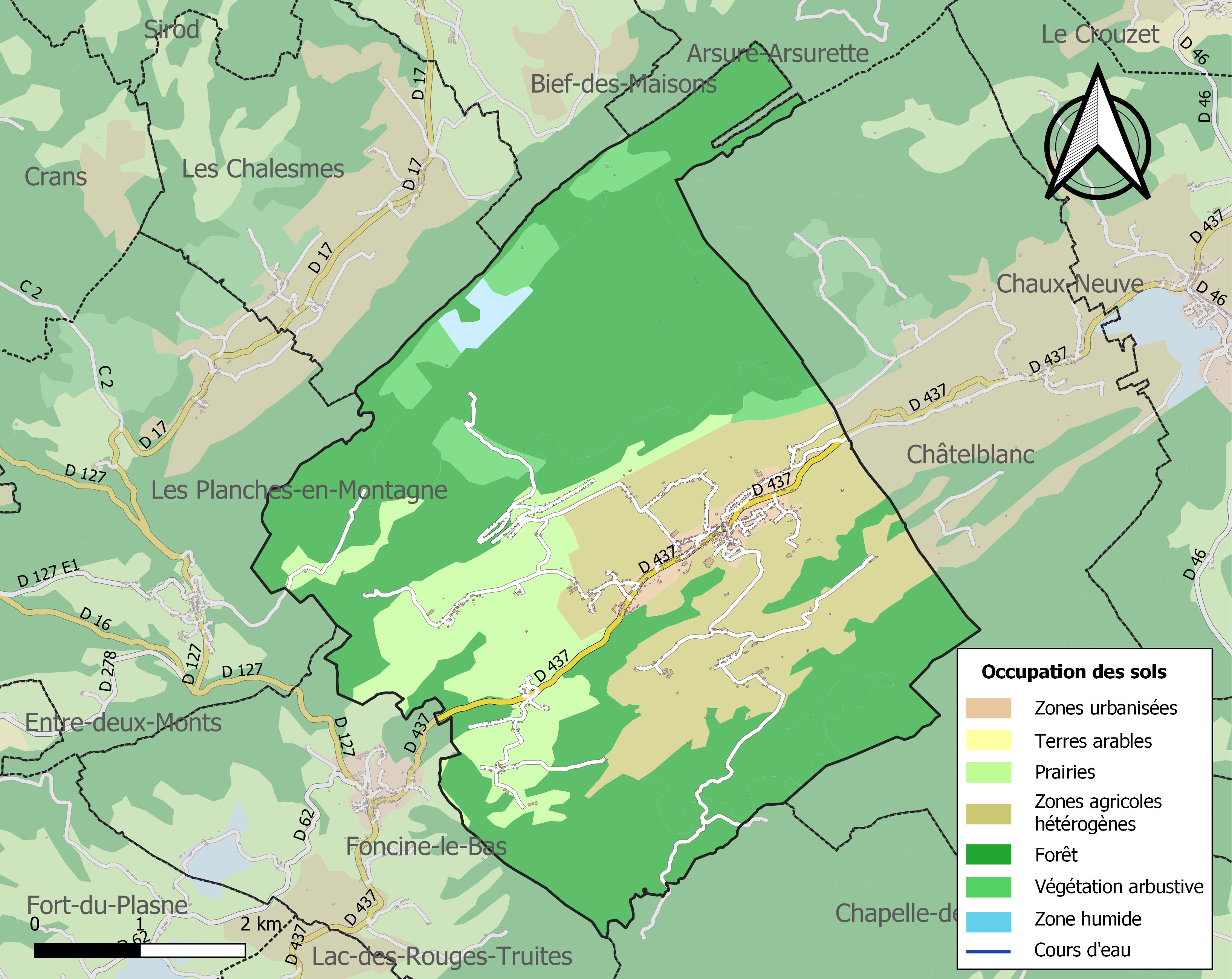
Kaart van de gemeente met de belangrijkste infrastructuur, bodemgebruik en omliggende gemeenten

## Demografie
Onderstaande figuur toont het verloop van het inwonertal (bron: INSEE-tellingen).